# Vilariño da Veiga
Vilariño da Veiga es un lugar español situado en la parroquia de Bobadela Pinta, del municipio de Junquera de Ambía, en la provincia de Orense, Galicia.

## Demografía
| Gráfica de evolución demográfica de Vilariño da Veiga entre 2000 y 2022 |
|                                                                         |
| Datos según el nomenclátor publicado por el INE.                        |